# Borrello (famiglia)
La famiglia Borrello è stata una famiglia nobile italiana di origine franca.

## Storia

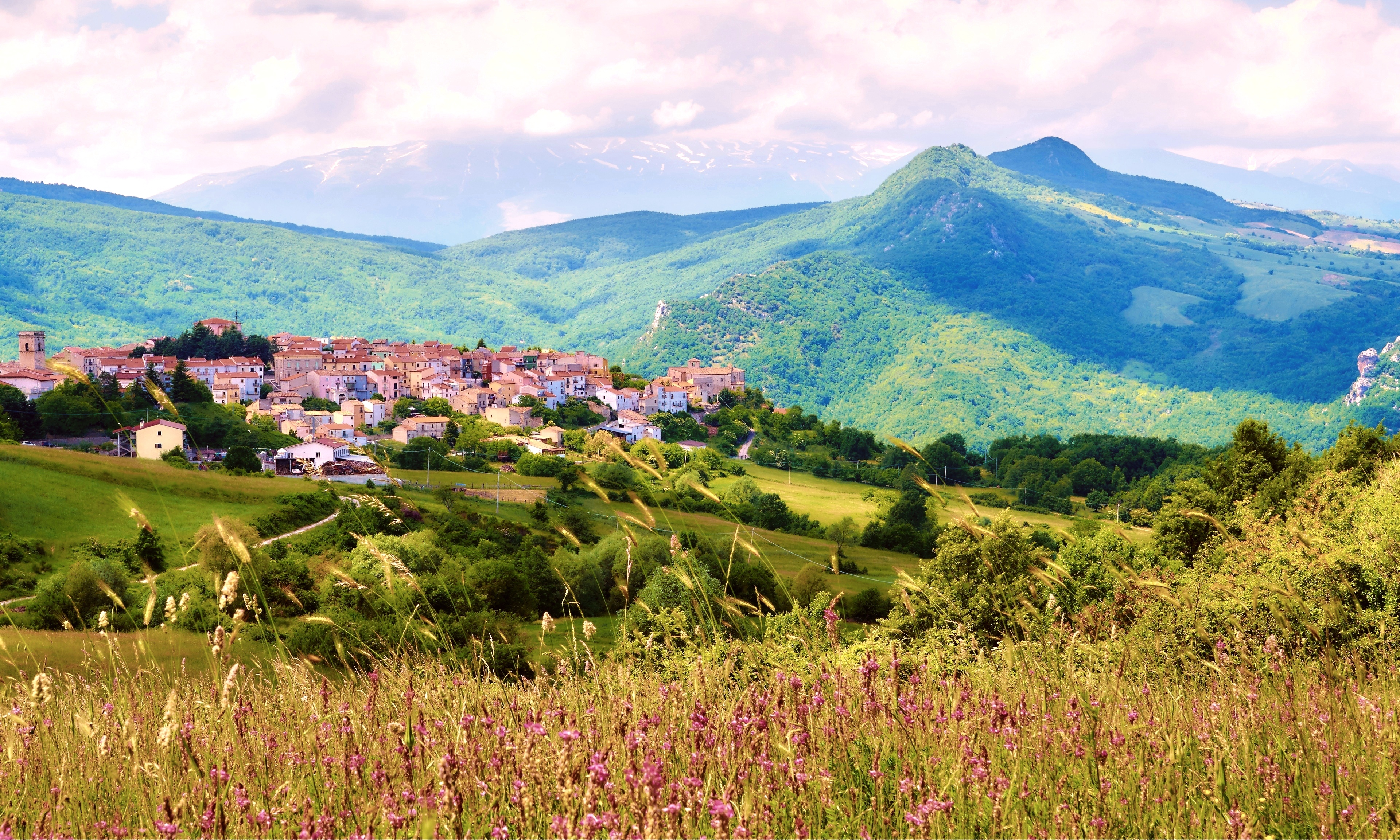
Borrello, feudo che prese il proprio nome da Borrello Valva, fondatore della famiglia Borrello

La famiglia Borrello ebbe origine dalla famiglia Valva, a sua volta discendente da quella dei Berardi, noti come Conti dei Marsi, entrambe di origine franca. Il fondatore fu Borrello Valva (Burrellus de Balba), signore di Borrello, feudo che da lui prese il nome, i cui discendenti furono identificati nei documenti come "figli di Borrello" (Burrelli filii), mentre il suo territorio come "Terra di Borrello" (Terra Burrelli) o "Terra Borellense" (Terra Burellensis). Tale territorio era posto tra l'Abruzzo meridionale ed il Molise settentrionale e comprendeva nell'XI secolo oltre 50 feudi; quelli nei quali risiedevano maggiormente erano Agnone e Pietrabbondante. I loro domini corrispondevano ai territori che costituivano il fulcro dell'antico gastaldato longobardo di Bojano.
Con la mutata situazione politica dovuta all'affermazione dei Normanni, i Borrello seppero adattarsi ai cambiamenti. Con una mirata politica matrimoniale, un ramo della famiglia si insediò tra la Calabria e la Sicilia ed entrò nella ristretta cerchia di famiglie normanne, come gli Avenel, i Culchebret, i de Luci e i Mortain, vicine ai sovrani. Difatti, un Roberto Borrello fu uno dei più fedeli collaboratori, insieme al normanno Giosberto de Luci, del gran conte Ruggero I di Sicilia. Successivamente, nel 1254, sotto l'imperatore Federico II di Svevia, un Guglielmo Borrello fu stratigoto di Messina e luogotenente del Regno di Sicilia. Mentre nel 1431, sotto il re del Regno di Napoli Alfonso V d'Aragona, un Giovanni Borrello fu signore di Noto e capitano d'armi nella Val di Noto insieme al figlio Antonio. Tra le altre, ha goduto di nobiltà anche a Benevento, Oliveto Citra e Palermo. La casata risulta estinta.

## Albero genealogico
Di seguito una genealogia parziale della famiglia Borrello a partire dal fondatore Borrello Valva, attestato nel X secolo:
|         |         |          |           |           |            |            |        |        |          |          |          |
|         |         |          |           |           |            | Borrello   |        |        |          |          |          |
|         |         |          |           |           |            |            |        |        |          |          |          |
|         |         |          |           |           |            |            |        |        |          |          |          |
|         |         |          | Gualtiero | Gualtiero |            |            |        |        | Aminadap | Aminadap |          |
|         |         |          |           |           |            |            |        |        |          |          |          |
|         |         |          |           |           |            |            |        |        |          |          |          |
| Attone  | Attone  | Borrello | Borrello  |           |            | Oddone     | Oddone | Matteo | Matteo   | Odorisio | Odorisio |
|         |         |          |           |           |            |            |        |        |          |          |          |
|         |         |          |           |           |            |            |        |        |          |          |          |
| Manerio | Manerio | Matteo   | Matteo    | Guglielmo | Guglielmo  | Mario      | Mario  |        |          | [...]    | [...]    |
|         |         |          |           |           |            |            |        |        |          |          |          |
|         |         |          |           |           |            |            |        |        |          |          |          |
|         |         |          |           |           | Bartolomeo | Bartolomeo | Simone | Simone |          | Laura    | Laura    |

## Stemma

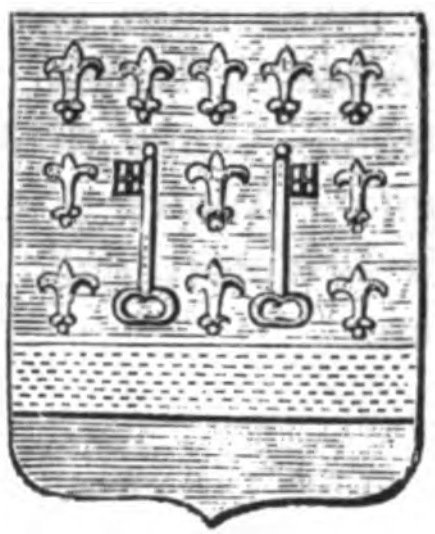
Stemma dei Borrello di Sicilia

Esistono tre varianti dello stemma della famiglia Borrello:
- Stemma originario dei Borrello: D'azzurro a tre bande d'oro col capo cucito d'azzurro caricato di tre gigli d'oro[senza fonte];
- Stemma dei Borrello dell'Abruzzo e del Molise: Di rosso alla banda d'argento caricata di tre cornette di rosso[senza fonte];
- Stemma dei Borrello di Sicilia: D'azzurro, seminato di gigli d'oro, alla fascia del secondo abbassata sotto due chiavi dello stesso addossate e poste in palo[senza fonte].

## Membri principali
- Mario Borrello, gran connestabile e gran giustiziere del Regno di Sicilia, noto per aver congiurato contro Maione da Bari[11];
- Oderisio "Orrisio" Borrello, signore di Belmonte del Sannio, Castiglione Messer Marino, Fallo e Pescasseroli, attestato nel 1187[12];
- Riccardo Borrello, signore di Montenero di Bisaccia, attestato nel 1187[13];
- Borrello e Roberto Borrello, fratelli, signori di Monte Sant'Angelo e Ripa Teatina[12];
- Mario e Ruggero Borrello, fratelli, signori di Acquaviva d'Isernia, Fallo e Pescasseroli, documentati nel 1272, di cui Mario sposato con Elena Camponeschi[14];
- Soffredina Borrello, sorella dei fratelli Mario e Ruggero, signora di Melizzano e Strangolagalli, moglie del conte di Tricarico Roberto Sanseverino, morta carcerata nel castello svevo di Trani[14];
- Giovanni Borrello, signore di Aversa, attestato nel 1304[15];
- Tommasa e Margherita Borrello, sorelle, figlie di Raimondo Borrello, rispettivamente mogli di Berardo di Dinissiaco e Gentile di Balvano, documentate nel 1322[16];
- Landolfo e Bartolomeo Borrello, fratelli, figli di Mario, signori di Strangolagalli, documentati nel 1322[17];
- Jacobello Borrello, residente a Venezia nel 1334[15];
- Verdina Guglielma Borrello, figlia di Oliviero, contessa dei Marsi e signora di Giuliano di Roma, moglie di Lorenzo Onofrio Colonna ai tempi del re del Regno di Napoli Ladislao d'Angiò-Durazzo[18];
- Nicolò Borrello, vescovo sotto papa Bonifacio IX[19];
- Isabella Borrello, vissuta nel XVI secolo, moglie di Francesco di Sarno[20];
- Camillo Borrello, giureconsulto e scrittore, attestato nel 1588[21];
- Carlo Borrello, chierico regolare minore, autore della Difesa della nobiltà napoletana, edita a Roma nel 1655 e tradotta in volgare da Ferdinando Ughelli, opera in contrapposizione al Liber de neapolitanis familiis di Francesco Elio Marchese[7].

## Famiglie Agnone, Malanotte e Pietrabbondante

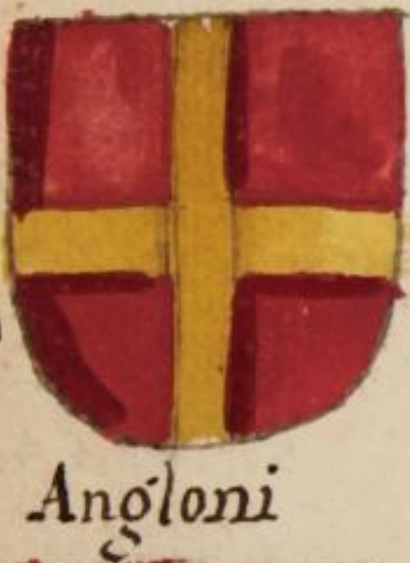
Stemma della famiglia Agnone

La famiglia Borrello era conosciuta anche come famiglia Agnone (anticamente Anglone, talvolta preceduti dalla preposizione d'), Malanotte (talvolta preceduta dalla preposizione di) o Pietrabbondante (talvolta preceduta dalla preposizione di) per il possesso che avevano i membri che costituivano ciascuna di esse dei feudi di Agnone, Malanotte (la contemporanea Montebello sul Sangro) e Pietrabbondante. Le famiglie Agnone, Malanotte, Pietrabbondante e Borrello costituiscono quindi la stessa casata ed usano tutte lo stesso stemma o stemmi pressoché identici. Nel dettaglio:
- Famiglia Agnone: ebbe origine da Guglielmo, figlio di Gualtiero Borrello, attestato nel 1187, che fu signore di Agnone, Borrello, Castel del Giudice, Castiglione Messer Marino, Loreto Aprutino e Monteforte Irpino, e viceré del Regno di Sicilia[22]. Fu marito prima di Sinibalda Caracciolo, figlia di Bartolomeo, signore di Fossaceca, e poi di una sorella del conte di Catanzaro Pietro Ruffo, e padre di Borrello[23]. Altri membri documentati della famiglia sono: Roberto, Riccardo e il giustiziere Stefano, forse fratelli, attestati nel 1239; i fratelli Rinaldo, Mario e Borrello, figli di Roberto, documentati nel 1298; Borrello, conte di Agnone e Lesina e signore dell'onore di Monte Sant'Angelo, titolo «che mai declinò da personaggio che non fosse di sangue regio», al quale fu offerto dal papa Alessandro IV la corona del Regno di Sicilia e infine fatto uccidere a Teano nel 1258 dal re Manfredi di Svevia; Bonifacio, conte di Montalbano Jonico, zio materno di re Manfredi, morto carcerato in Provenza insieme a Giordano, questi conte di Giovinazzo e San Severino e gran connestabile del Regno, anch'egli parente del sovrano siciliano; uno di questi fu marito di Taddea Cassone, che fu madre di Anfilisia, Gismonda e Sica, e nonna di Stefania, delle quali Anfilisia e Gismonda furono baronesse di Monteferrante, con quest'ultima moglie di Oderisio di Sangro, mentre Sica e Stefania rispettivamente mogli di due membri della famiglia Di Sangro, chiamati entrambi Berardo, tutte e quattro vissute nella seconda metà del XIII secolo insieme ad un'altra Sica, moglie di un altro Berardo di Sangro; si ritrova da ultimo un'altra Stefania, andata in sposa a Tommaso d'Aquino[24]. Usarono prima uno stemma d'azzurro alle due chiavi d'oro addossate e poste in palo e seminate di gigli dello stesso, molto simile a quello dei Borrello di Sicilia, e poi di rosso alla croce latina d'oro[25];
- Famiglia Malanotte: ebbe origine da Aminadap, attestato nel 1089 nel Catalogus baronum insieme al figlio Odorisio[26]. La famiglia sopravvisse fino al XV secolo, quando Laura, ultima discendente, andò in sposa a Gabriele Mascambruno[27]. Lo stemma che usava era identico a quello originario dei Borrello, ovvero d'azzurro a tre bande d'oro col capo cucito d'azzurro caricato di tre gigli d'oro[senza fonte];
- Famiglia Pietrabbondante: ebbe origine da Rainaldo, conte di Pietrabbondante e signore di Campolieto e Frosolone, vissuto presumibilmente nel XIII secolo, nonostante la contea di Pietrabbondante fosse posseduta dalla famiglia Borrello già dal 957[28]. Un altro membro noto della famiglia fu Randisio, venerato come santo dalla Chiesa cattolica[29]. Lo stemma che usava era identico a quello originario dei Borrello, ovvero d'azzurro a tre bande d'oro col capo cucito d'azzurro caricato di tre gigli d'oro[senza fonte].

## Feudi

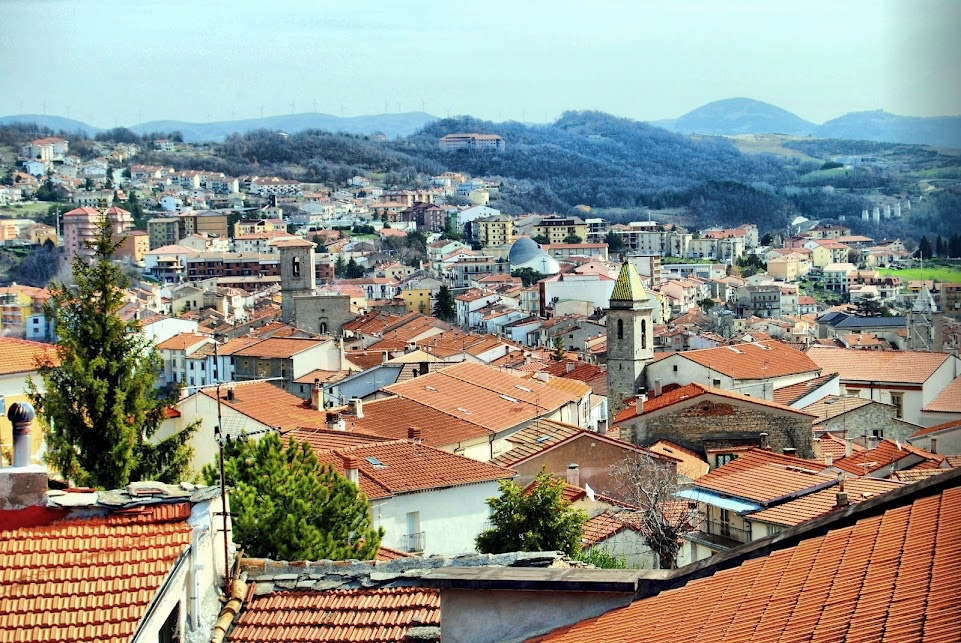
Agnone, uno dei principali feudi che costituivano la Terra di Borrello o Terra Borellense

Tra i feudi che costituivano la Terra di Borrello o Terra Borellense, vi erano Agnone, Acquaviva d'Isernia, Belmonte del Sannio, Borrello, Campolieto, Cantalupo nel Sannio, Capracotta, Carpineto Sinello, Casalanguida, Castel del Giudice, Castiglione Messer Marino, Civitella Alfedena, Fallo, Forlì del Sannio, Frosolone, Lesina, Macchiagodena, Melizzano, Monte Sant'Angelo, Montebello sul Sangro, Monteferrante, Montenero di Bisaccia, Montenero Val Cocchiara, Morrone del Sannio, Pescasseroli, Pescopennataro, Pietrabbondante, Pietraferrazzana, Poggio Sannita, Ripa Teatina, Rosello, San Giorgio del Sannio, Scontrone, Strangolagalli e Vasto, di cui Agnone e Lesina possedute con il titolo di conte.